# Pinot nova
Pinot nova ist eine pilzwiderstandsfähige Rotweinsorte (PIWI) aus Österreich. Die Sorte ist mit dem typischen ungelappten, fünfeckigen Burgunderblatt leicht zu erkennen. Wegen ihrer höheren Resistenz gegen pilzliche Krankheitserreger stellt sie eine gute Ergänzungssorte zu Pinot Noir und St. Laurent dar. Der Wein der Sorte erinnert sehr stark an St. Laurent.

## Herkunft
Österreich, Klosterneuburg

## Abstammung
Ist eine interspezifische Kreuzung von Blauer Burgunder x Malverina von Ferdinand Regner an der Höhere Bundeslehranstalt und Bundesamt für Wein- und Obstbau Klosterneuburg.
Kreuzungspartner:

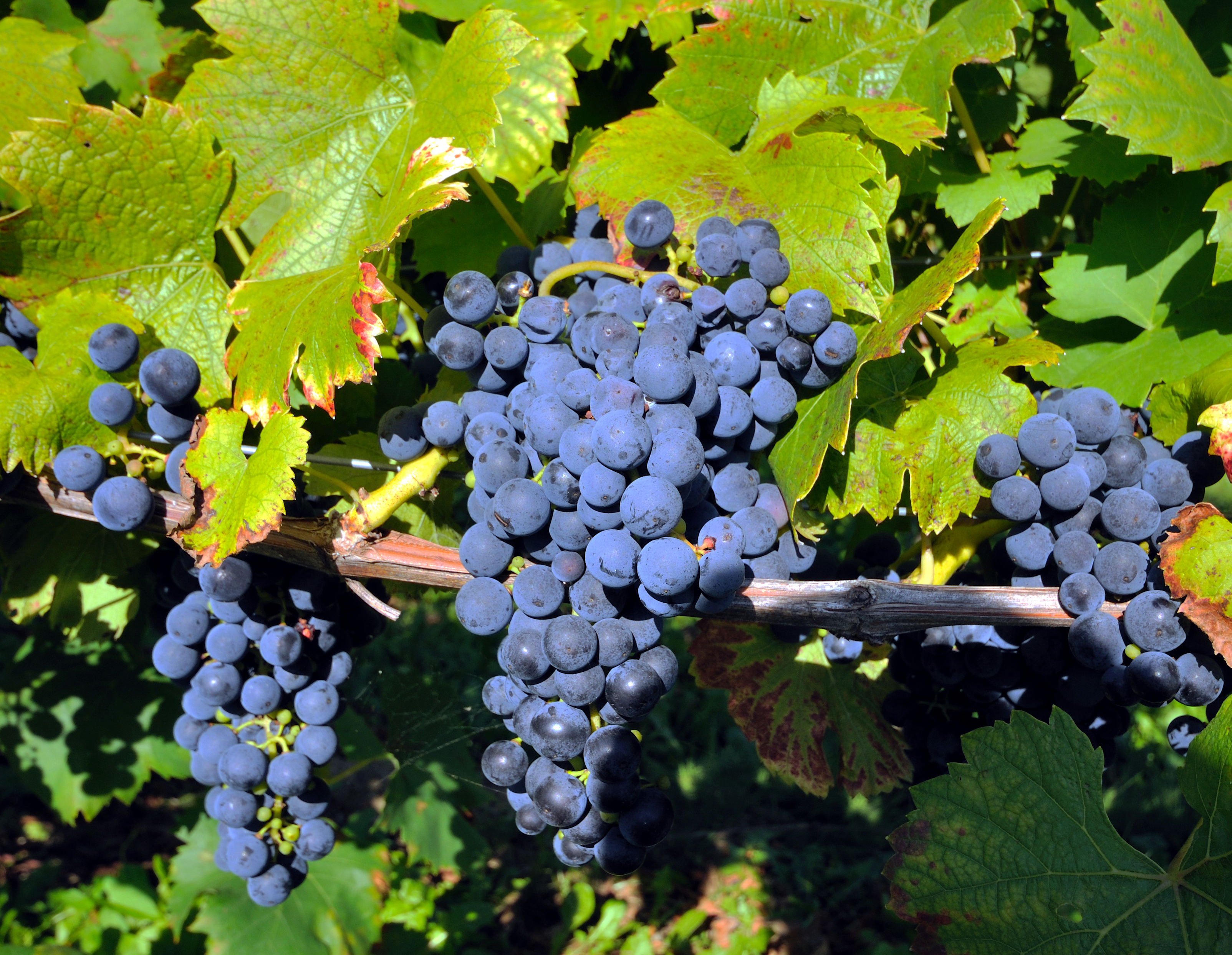
Pinot Noir
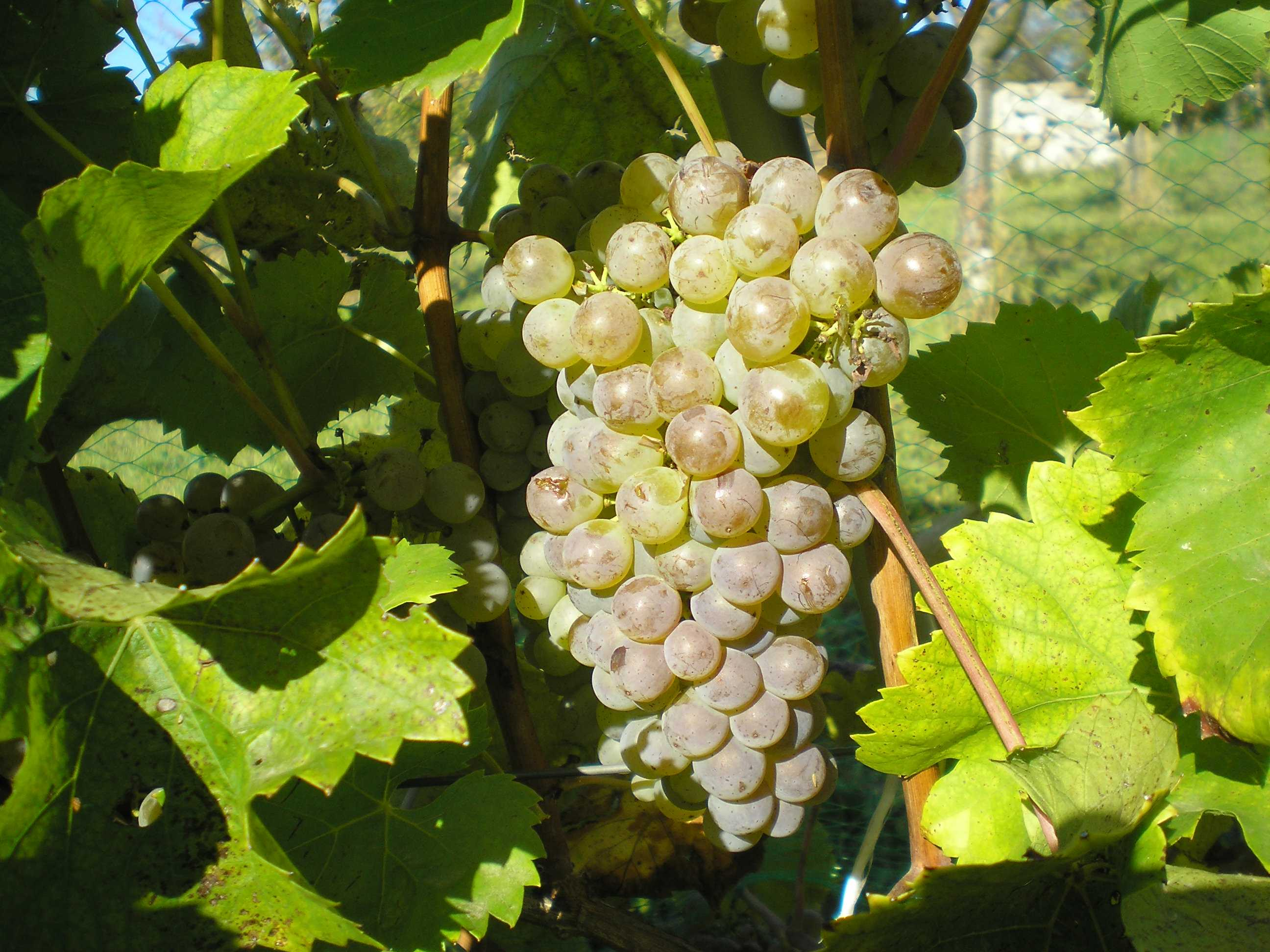
Malverina

Malverina ist eine Neuzüchtung aus Tschechien und wurde von Vilém Kraus an der Fakultät für Garten- und Landschaftsbau der Mendel-Universität für Land- und Forstwirtschaft Brünn in Lednice entwickelt. Es ist eine Vierfachkreuzung, wo die Sorten Frühroter Veltliner und Merlot mit Resistenzträgern kombiniert wurden (Rakiš (Villard Blanc x Frühroter Veltliner) × (Merlot x Seibel 13666)).

## Ampelografische Merkmale
- Die Triebspitze ist offen, schwach behaart, starke Anthozyan-Färbung; Triebstellung halb-aufrecht.
- Das junge Blatt ist auf der Oberseite grün und die Unterseite hat eine schwache bis fehlende Behaarung zwischen den Nerven.
- Das ausgewachsene Blatt ist fünfeckig mit 3 Lappen und hat ein geworfenes (V-förmiges) Profil. Die Hauptnerven auf der Blattoberseite sind grün und die Spreite ist mittelstark gewaffelt und mittelstark blasig. Die Stielbucht ist geschlossen bis überlappend mit klammerförmiger Basis. Die Stielbucht ist nicht von Nerven begrenzt. Blattzähne in der Stielbucht und in den Seitenbuchten fehlen. Seitenbuchten haben eine geringe Tiefe mit V-Form; Blattunterseite sehr schwache bis mittlere Behaarung; keine Beborstung der Hauptnerven.
- Die Traube besitzt einen mittellangen (3 cm) Stiel, ist mittellang (14–18 cm) und mittel dicht. Die Grundtraube hat eine zylindrische Form mit 1 – 3 Flügeln – Beitrauben fehlen oder sind klein. Die Beeren sind rund (d = 14 mm) und haben ein geringes Einzelbeerengewicht (ca. 2 g). Die Beerenhaut ist blau-schwarz gefärbt. Das Fruchtfleisch ist ungefärbt und besitzt einen neutralen Geschmack. Die Traube ist nicht mit Pinot Noir gleich bzw. auch nicht mit den klassischen Burgunder-Klonen, sondern ist lockerer, größer und hat mittelgroße Beeren.[1]

Reife: mittel

## Eigenschaften, Ansprüche
- Die Sorte besitzt eine sehr gute Winterfrostwiderstandsfähigkeit und regeneriert sich auch gut nach Frühjahrsfrösten. Die Resistenz gegen Peronospora ist sehr gut und gegen Oidium und Botrytis gut. Eine gute Toleranz besteht auch zu Phomopsis, Schwarzfäule und Roten Brenner. Nach herbstlichen Niederschlägen besteht eine geringe Neigung zum Platzen der Beeren.
- Die Rebe ist eher starkwüchsig und sollte nicht auf tiefgründige Böden gepflanzt werden. Für einen charakterstarken Rotwein sollte eine Blauburgunder-taugliche Lage ausgewählt werden. Die Trauben erreichen hohe Qualität, wenn sie eine langsame Endreife durchmachen können.
- Die Resistenzeigenschaften ermöglichen einen reduzierter Pflanzenschutz.
- Gegen Sonnenbrand ist die Sorte unempfindlich, benötigt aber gute Lagen.

Die Sorteneigenschaften sind ähnlich der Muttersorte Pinot Noir und ist eher für gemäßigte Klimaräume geeignet und weniger gut unter sehr heißen Bedingungen kultivierbar.

## Wein
Der „Rotwein-Charakter“ ist deutlich stärker als bei Pinot Noir. Die fruchtigen, säurearmen Weine erinnern mehr an St. Laurent denn an Pinot Noir. Der Gerbstoffgehalt erfordert eine längere Reifung, welche auch sehr gut im kleinen Holzfass gelingt. Der Wein besitzt eine gute Farbintensität, intensiver als die von Pinot Noir.
Die Zusammensetzung der Rotweinfarbstoffe wurde über viele Jahre kontrolliert. Der unerwünschte Direktträgerfarbstoff (Malvidin 3,5-diglukosid) ist zwar nachweisbar, lag aber in allen Untersuchungsjahren immer unter dem Grenzwert von 15 mg/l.